# Jean-Antoine Chaptal

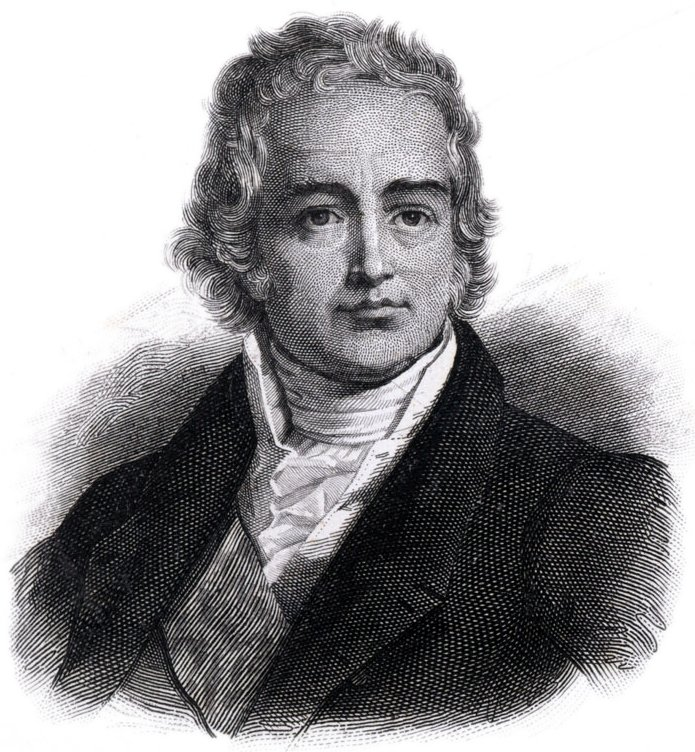
Jean-Antoine Chaptal

Jean-Antoine Claude, hrabia Chaptal de Chanteloup (ur. 5 czerwca 1756 w Nojaret, zm. 30 lipca 1832 w Paryżu) – francuski chemik i polityk.
W latach 1800–1804 był ministrem spraw wewnętrznych.
Jako pierwszy sformułował założenia nowej organizacji administracji. Twierdził, że:
dobry system administracyjny to taki, który łączy w sobie siłę i szybkość w egzekucji prawa, łatwość, sprawiedliwość i ekonomię dla obywateli. Siła systemu administracji leży w pewności wykonywania ustaw i aktów rządu; otóż pewność taka istnieje za każdym razem, gdy wykonanie to oddane jest w ręce jednego człowieka za nie odpowiedzialnego.
Jego nazwisko pojawiło się na liście 72 nazwisk na wieży Eiffla.